# Universidad Nacional de Salta
La Universidad Nacional de Salta (UNSa) es una universidad pública argentina, con sede central en la ciudad de Salta. Además tiene sedes regionales en Tartagal, San Ramón de la Nueva Orán, Rosario de la Frontera y San José de Metán. Cuenta con unos 80.000 alumnos.

## Historia
El primer antecedente de estudios universitarios en la provincia de Salta lo podemos encontrar el 5 de noviembre de 1949, con la creación del Instituto de Humanidades fundado por Monseñor Roberto José Tavella. Este Instituto se incorpora por convenio a la Facultad de Ciencias Culturales y Artes de la Universidad Nacional de Tucumán (U.N.T.), con base en la Ley N° 13.031 de 1947, donde se abre la posibilidad a las universidades nacionales de crear delegaciones en las provincias de sus respectivas jurisdicciones.
Entre 1949 hasta 1959, se crearon además en la provincia de Salta la Facultad de Ciencias Naturales (1952), el Instituto Étnico del Norte Argentino (1952), el Centro de Higiene Salta (1954), el Instituto de Endocrinología (Ley 3.333/1958) y el Departamento de Ciencias Económicas (1959). El Centro de Higiene Salta fue transferido a la Facultad de Medicina de Tucumán en 1954 con el propósito de crearse la carrera de Medicina, lo que se fracasó un año después. En este periodo tuvieron un papel relevante los gobernadores salteños Carlos Xamena, Ricardo Durand, Bernardino Biella y el profesor Rodolfo Amadeo Sirolli, primer impulsor de la creación de la Universidad Nacional y de la Escuela Superior de Ciencias Naturales.
La idea de la creación de la Universidad de Salta comienza a tomar fuerza a partir de 1959 cuando surgen los primeros reclamos de los universitarios salteños. El primero de ellos se produce en 1960, cuando el edificio de la Asistencia Pública (en la esquina de Avenida Belgrano y Avenida Sarmiento) sede del Centro de Higiene Salta, dependiente de la Facultad de Medicina de la U.N.T., es cedido al Poder Judicial. Este malestar se originó por una promesa incumplida del gobierno provincial de aquel momento, quien había prometido entregar ese edificio a la Facultad de Ciencias Naturales, luego de inaugurase el Hospital San Bernardo. En consecuencia, el gobierno de Salta transfirió la ex-Casa de Gobierno de Salta (Palacio Zorrilla - Buenos Aires 177) a la Facultad de Ciencias Naturales y al Departamento de Humanidades de la U.N.T.
Como consecuencia de esta primera reacción estudiantil surgió la Junta Pro Universidad del Noroeste, presidida por Florindo Ayala. Esta Junta tuvo el apoyo del gobierno de don Bernardino Biella (UCRI) y logró a fines de 1960, organizar en la plaza 9 de Julio el primer acto público a favor de la creación de la universidad estatal. 
El 21 de noviembre de 1961, el gobierno del presidente Arturo Frondizi intervino la provincia de Salta, ad referéndum del Congreso Nacional, apartando a Biella del gobierno de Salta. Por lo que la actividad de la Junta Pro Universidad comenzó a decaer hasta que finalmente se diluyó totalmente.
El 1 de diciembre de 1971, se conformó la Comisión Especial Nacional de Factibilidad de creación de la Universidad Nacional de Salta, quien era la encargada de elaborar el proyecto de ley de creación de esta Universidad. La mencionada comisión, a cargo de Arturo Oñativia, se creó el 24 de noviembre de 1971 por Resolución del Ministerio de Cultura y Educación de la Nación y su integración llevó más de tres meses de intensa labor.
La Comisión salteña evaluó positivamente los antecedentes académicos que tenía la ciudad y sostuvieron que la U.N.T. había llegado a un punto “crítico en cuanto a la población estudiantil”, por lo que esta situación podría limitar el “funcionamiento eficiente” de esa casa de estudios. Tras la elaboración de los informes solicitados por el gobierno nacional, la Comisión proponía crear una universidad “regional y latinoamericana” con una estructura “moderna”, “flexible” y “dinámica”. El carácter “regional”  estaría dado por la zona de influencia de Salta, en el noroeste argentino. Asimismo,  la influencia “latinoamericana” se consideró en relación con la región Centro-Sudamericana que abarca, además, el norte de Chile y Bolivia. La estructura “moderna” se organizaría sobre la base de un régimen departamental, y se eliminaría la cátedra como unidad académica.
Además, en la estructura de esta futura universidad, se plantea la necesidad de incorporar un Servicio Pedagógico y de Orientación Universitaria, considerado de “capital importancia con el fin de evitar fracasos, deserciones y, sobre todo, una tendencia distorsionante en la elección de carreras y actividades”. En cuanto a la organización académica, se plantea que se realice de forma democrática con la participación activa de estudiantes, docentes y graduados. Por último, cabe resaltar la propuesta de crear una universidad con un ingreso gratuito y sin restricciones.
Por ello, en base al Informe de esta Comisión, el gobierno de la nación del presidente de facto, teniente general Alejandro Agustín Lanusse, sancionó la Ley 1963 de creación de la Universidad Nacional de Salta el 11 de mayo de 1972, sobre la base de tres unidades académicas que dependía de la U.N.T.
- Facultad de Ciencias Naturales
- Departamento de Ciencias Económicas
- Instituto de Endocrinología

La UNSa comenzó a funcionar formalmente el 1° de enero de 1973. Esta ley formó parte del plan Taquini, un programa de reorganización de la educación superior en la Argentina, que llevaría a la fundación de las de Jujuy, La Pampa, Lomas de Zamora, Entre Ríos, Luján, Misiones, Catamarca, San Juan, San Luis y Santiago del Estero.

## Sedes
Las facultades de la Universidad Nacional de Salta se encuentran repartidas en cinco ciudades:
| Sede                                      |
| ----------------------------------------- |
| Salta                                     |
| Tartagal                                  |
| Orán                                      |
| Sede Sur - Rosario de la Frontera y Metán |

La universidad cuenta con dos colegios secundarios: I.E.M. - Salta e I.E.M. - Tartagal. Tiene, además, una emisora radial (LRK317 Radio Universidad Nacional de Salta) .

## Facultades y carreras
En la actualidad, la Universidad Nacional de Salta dispone de una amplia oferta académica de estudios de pregrado y grado en cada una de sus seis sedes académicas.
| Dependencia                                           | Título intermedio / Tecnicatura | Carrera de Grado | Carrera de Posgrado |
| ----------------------------------------------------- | --- | --- | --- |
| Facultad de Ciencias Económicas, Jurídicas y Sociales | | - Contador Público Nacional - Licenciatura en Administración - Licenciatura en Economía | |
| Facultad de Ciencias Exactas                          | - Tec. Universitaria en Programación - Tec. Universitaria en Estadística - Tec. Electrónica Univeristaria - Tec. Universitaria en Energía Solar - Analista Químico - Bromatología                                             | - Licenciatura en Análisis de Sistemas - en Matemática - Profesorado en Matemática - en Física - Profesorado en Física - en Energías Renovables - en Química - Prof. en Química - en Bromatologia                                                               | - Especialidad en Energías Renovables - Maestría en Energías Renovables - Maestría en Matemática Aplicada - Doctorado en Ciencias - Doctorado en Física                                                                       |
| Facultad de Ciencias Naturales                        | - Tecnicatura universitaria en perforaciones - Tecnicatura universitaria en recursos forestales - Tecnicatura universitaria en administración de empresas agropecuarias - Tecnicatura universitaria en enología y viticultura | - Ingeniería Agronómica - Ingeniería en Recursos Naturales y Medio Ambiente - Geología - Licenciatura en Ciencias Biológicas - Profesorado en Ciencias Biológicas - Ingeniería en Perforaciones                                                                 | - Maestría en Recursos Naturales y Medio Ambiente - Maestría en Desarrollo de Zonas Áridas y Semiáridas - Doctorado en Ciencias Geológicas - Doctorado en Ciencias Biológicas - Maestría en Riego y Uso Agropecuario del Agua |
| Facultad de Humanidades                               | | - Profesorado y Licenciatura en Historia - Profesorado y Licenciatura en Letras - Profesorado y Licenciatura en Filosofía - Licenciatura en Antropología - Licenciatura en Ciencias de la Comunicación - Profesorado y Licenciatura en Ciencias de la Educación | - Especialización en Psicopedegogía Institucional - Especialización en derechos humanos - Especialización en Mediación Educativa - Maestría en Ciencias del Lenguaje                                                          |
| Facultad de Ingeniería                                | - Técnico Universitario en Tecnología de los Alimentos | - Ingeniería Química - Ingeniería Industrial - Ingeniería Civil - Ingeniería Electromecánica | - Doctorado en Ingeniería - Doctorado en Ciencia y Tecnología de los Alimentos - Doctorado en Ingeniería Industrial |
| Facultad de Ciencias de la Salud                      | | - Licenciatura en Nutrición - Licenciatura en Enfermería - Medicina | - Especialización en Salud Pública - Maestría en Salud Pública - Doctorado en Salud Pública |

## Investigación
Cuenta con institutos de investigaciones conjuntos con el CONICET en diversas áreas del conocimiento:
- Instituto de Investigaciones para la Industria Química (INIQUI)
- Instituto de Patología Experimental (IPE)
- Instituto de Investigaciones en Ciencias Sociales y Humanidades (ICSOH)
- Instituto de Investigaciones en Energía No Convencional (INENCO)

### Desarrollos
- Hospital bioclimático: especialistas y arquitectos de la UNSa planificaron un edificio térmico energéticamente eficiente a partir de la aplicación de estrategias constructivas y la utilización de un software de simulación. El objeto es disminuir el consumo de energía convencional empleado en la calefacción del hospital materno-infantil mediante el aprovechamiento de la energía solar en  Susques, una localidad de la Puna jujeña. Se trata del primer nosocomio de estas características en el país y el único en el mundo a una altitud de más de 3.600 metros sobre el nivel del mar.[4]